# I delitti del mondo nuovo
I delitti del mondo nuovo è un romanzo di Leonardo Gori edito nel 2002 da Hobby & Work.

## Trama
Anno 1776. Nelle colonie inglesi d'America, la guerra d'indipendenza è entrata in una fase cruciale. L'alba del Mondo Nuovo si sovrappone ai colpi di coda dei vecchi regimi aristocratici, ma tutto questo non significa più nulla per Bartolomeo Taddei, ingegnere toscano assassinato per ignoti motivi. 
Il delitto è solo il primo anello di una catena criminale di insospettabile complessità. Un nobile fiorentino, un "ministro ombra", una lady inglese, un inafferrabile brigante e un timido matematico incrociano le loro vicende con quella del Granduca Pietro Leopoldo, il riformatore più audace del suo tempo, che sarà costretto a trasformarsi in detective per sbrogliare l'intricata matassa.